# Musarna
Musarna è un'antica città etrusca nelle vicinanze di Viterbo, riportata alla luce alla fine del XX secolo.

## Storia

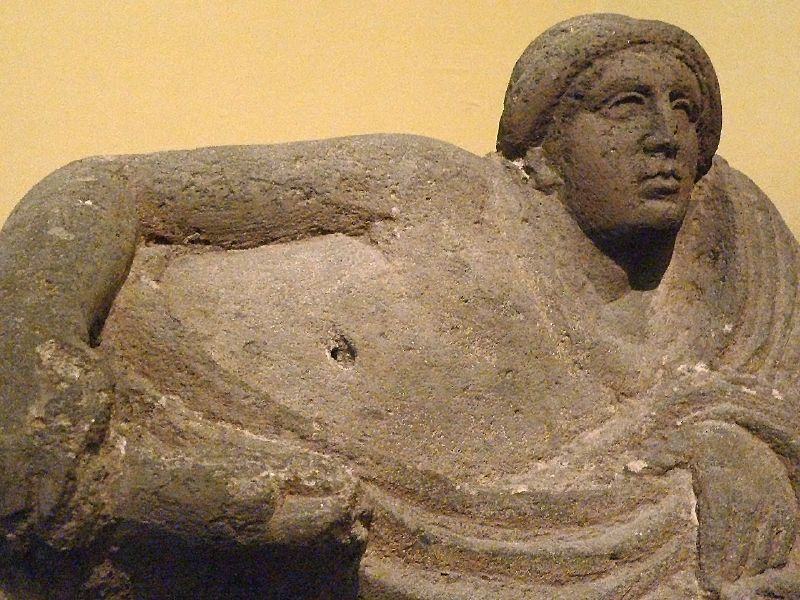
Sarcofago etrusco del III secolo a.C., oggi esposto al Museo di archeologia e antropologia dell'Università della Pennsylvania

L'abitato occupava un pianoro lungo l'attuale strada Tuscanese, in località Macchia del Conte, per una estensione di circa 5 ettari. Risalente alla seconda metà del IV secolo a.C., era difesa da mura e da un fossato difensivo, circondata da necropoli (tra cui l'imponente tomba degli Alethnas) e dotata di terme.
Probabilmente dipendeva da Tarquinia, ma in epoca romana, con il nome di Civitas Musarna, decadde rapidamente essendo lontana dalle principali direttrici stradali delle vie Cassia e Clodia, pur rimanendo abitata almeno fino al VII secolo.
Gli scavi, eseguiti tra il 1984 e il 2003 dalla École française di Roma in collaborazione con la Soprintendenza archeologica dell’Etruria meridionale, sono stati ricoperti per garantirne la conservazione. Nel Museo nazionale etrusco di Viterbo è conservato un mosaico pavimentale delle terme, con l’iscrizione in lingua etrusca dei nomi dei due committenti. 
Due sarcofagi etruschi provenienti dagli scavi avvenuti alla fine dell'Ottocento, come altri provenienti da scavi coevi a Narce, Vulci e Orvieto, sono oggi esposti al Museo di archeologia e antropologia dell'Università della Pennsylvania di Filadelfia negli Stati Uniti d'America.